# Baraō no Sōretsu
Baraō no Sōretsu (薔薇王の葬列, literalment 'El rèquiem del rei de la rosa') és un manga japonès de gènere shojo de la dibuixant de la mangaka Aya Kanno. Es va començar a publicar de forma periòdica el 4 d'octubre del 2013 a la revista Monthly Princess. Actualment la publicació continua en curs, de la qual se n'han editat un total de dotze volums per part de l'editorial Akita Shoten. El manga ha estat llicenciat als Estats Units, França, Espanya, Itàlia i Taiwan. La història està basada i adapta els fets i personatges històrics de les obres de William Shakespeare ambientades en la Guerra de les Dues Roses.

## Argument
El manga és una adaptació de les obres de teatre Enric VI i Ricard III de William Shakespeare, ambientant la història durant la Guerra de les Dues Roses (1455-1458). El protagonista, Richard, és el tercer fill del duc de York, i està convençut que ha nascut maleït. La seva mare el repudia per haver nascut amb un cos on s'hi barregen els dos sexes, apartat dels seus germans a la força, l'únic que il·lumina la seva existència és l'afecte incondicional del seu pare. Tanmateix, la casa de Lancaster, enemiga dels York, amenaça aquesta fràgil situació de Richard, i l'empeny a convertir-se en una persona ambiciosa i a complir el desig del seu pare. que no és altre que el de veure un membre de la casa de York coronat com a rei d'Anglaterra, a qualsevol preu. Després d'Otomen, primer manga llarg de Kanno, aquesta obra torna a incloure les reflexions sobre el gènere dels personatges i elements psicològics, sent el més destacat que el protagonista sigui, de fet, androgin, mentre alhora és definida com una fantasia amb elements gòtics i una història èpica, on hi tenen especial importància la política, el poder i la misèria humana.

## Volums
| Núm. | Títol               | Data de publicació al Japó | ISBN              |
| ---- | ------------------- | -------------------------- | ----------------- |
| 1    | 薔薇王の葬列 第1巻  | 14 de març de 2014         | 978-4-253-27181-3 |
| 2    | 薔薇王の葬列 第2巻  | 16 de setembre de 2014     | 978-4-253-27182-0 |
| 3    | 薔薇王の葬列 第3巻  | 16 de gener de 2015        | 978-4-253-27183-7 |
| 4    | 薔薇王の葬列 第4巻  | 16 de juliol de 2015       | 978-4-253-27184-4 |
| 5    | 薔薇王の葬列 第5巻  | 16 de desembre de 2015     | 978-4-253-27185-1 |
| 6    | 薔薇王の葬列 第6巻  | 16 de juny de 2016         | 978-4-253-27186-8 |
| 7    | 薔薇王の葬列 第7巻  | 16 de gener de 2017        | 978-4-253-27187-5 |
| 8    | 薔薇王の葬列 第8巻  | 14 de juliol de 2017       | 978-4-253-27188-2 |
| 9    | 薔薇王の葬列 第9巻  | 16 de gener de 2018        | 978-4-253-27189-9 |
| 10   | 薔薇王の葬列 第10巻 | 13 de juliol de 2018       | 978-4-253-27190-5 |
| 11   | 薔薇王の葬列 第11巻 | 15 de febrer de 2019       | 978-4-253-27336-7 |
| 12   | 薔薇王の葬列 第12巻 | 19 d'agost de 2019         | 978-4-253-27337-4 |